# فلسفه آموزش (استادان)
فلسفهٔ آموزش نامزد موقعیت دانشگاهی به بیانیهٔ کتبیِ نامزدان موقعیت دانشگاهی گفته می‌شود که دربارهٔ دیدگاه عمومی‌شان پیرامون روش تدریس می‌نویسند و برای کسب این موقعیت به دانشگاه مورد نظر ارائه می‌کنند. کالج‌ها و دانشگاه‌هایی که برای یک موقعیت تدریس آگهی می‌دهند معمولاً از متقاضیان می‌خواهند که یک متن کتبی درباره فلسفهٔ آموزش و روش تدریس خود همراه با درخواست خویش ارسال کنند.